# Alfred McEwen
Alfred McEwen est un géologue planétaire américain. Il est reconnu pour ses travaux en photogéologie, photométrie, spectroscopie, photoclinométrie, étalonnage d'instrument, et pour la planification de missions.

## Biographie partielle
En 1988, Alfred McEwen obtient un doctorat de géologie planétaire à l'université de l'Arizona.
Depuis 1996, il est professeur et directeur du Planetary Image Research Laboratory (PIRL), au Lunar and Planetary Laboratory (LPL) et Department of Planetary Sciences, de l'université de l'Arizona.
En 1999, l'astéroïde aréocroiseur 1988 QD1, découvert le 18 août 1988 à l'observatoire Palomar par Eugene M. et Carolyn S. Shoemaker, est nommé en son honneur « (7750) McEwen ».
Depuis 2001, il est le principal investigateur du projet HiRISE sur la sonde Mars Reconnaissance Orbiter (MRO), à la NASA.

## Distinctions
D'après
- 1982 : Prix de la National Science Teachers Association (en) pour ses travaux dans le domaine de la géologie, université du Nord de l'Arizona
- 1985, 1990 : Prix pour une contribution spéciale, United States Geological Survey (USGS)
- 1993 : Superior Service Award, USGS
- 1996-2011 : Plusieurs NASA Group Achievement Awards (en) – Galileo, Cassini, Mars Global Surveyor (MGS), Lunar Reconnaissance Orbiter (LRO), MRO
- 2007 : Conférence Shoemaker (en anglais : Shoemaker Lecture), session automnale de l'Union américaine de géophysique (AGU), sur « The geology of Mars as seen by MRO's HiRISE »
- 2011 : NASA Distinguished Public Service Medal
- 2015 : Whipple Award (en) de l'AGU, pour ses travaux sur HiRISE